# Austro-węgierskie okręty podwodne typu U-1
Okręty podwodne typu U-1 – dwa okręty podwodne zaprojektowane dla Kaiserliche und Königliche Kriegsmarine (K.u.K. Kriegsmarine) przez amerykańskiego inżyniera Simona Lake'a i zbudowane w stoczni marynarki (Marinearsenal) w Poli w ramach porównawczej oceny zagranicznych projektów jednostek tej klasy.
Okręty typu U-1, oba zwodowane w 1909 roku, miały długość 30,5 m i były napędzane dwoma silnikami benzynowymi na powierzchni i dwoma elektrycznymi w zanurzeniu. Na początku I wojny światowej znajdowały się w suchym doku czekając na nowe akumulatory i wymianę silników na wysokoprężne. Od początku 1915 roku oba okręty wykonywały rejsy patrolowe z Triestu i Poli do momentu uznania ich za przestarzałe na początku 1918 roku. Pozostały w służbie jako jednostki szkolne i były przydzielone do bazy okrętów podwodnych na wyspie Brioni. W momencie zakończenia konfliktu oba znajdowały się w Poli. Zostały przyznane Włochom w ramach reparacji wojennych w 1920 roku i zezłomowane w Poli. Żaden z nich nie odniósł sukcesów podczas działań wojennych.

## Projekt i budowa
Na początku XX wieku dowództwo cesarsko-królewskiej marynarki niechętnie odnosiło się do idei operacyjnego zastosowania nowej klasy jednostek: okrętów podwodnych. Dopiero w 1904 roku komitet techniczny floty otrzymał zadanie opracowania własnego projektu okrętu podwodnego, jednak zadanie to przerosło możliwości austro-węgierskich konstruktorów. W tej sytuacji w 1906 roku podjęto decyzję o zamówieniu, w celach porównawczych, trzech projektów okrętów podwodnych za granicą. W konkursie wzięły udział projekty Simona Lake'a, Germaniawerft i Johna Hollanda. Według każdego z nich wybudowano po dwa okręty. Typ Lake'a otrzymał oznaczenie U-1.
Dowództwo marynarki austro-węgierskiej zamówiło plany jednostek typu U-1 24 listopada 1906 roku w firmie Lake Torpedo Boat Company z Bridgeport w stanie Connecticut. Obydwa okręty zostały zbudowane w stoczni marynarki wojennej w Poli.
Typ U-1 miał kilka cech charakterystycznych dla okrętów podwodnych projektowanych przez Lake'a, między innymi komorę dla nurków na dziobie, dwie śruby o zmiennym skoku oraz dwa wysuwane koła, które w teorii miały ułatwiać poruszanie się po dnie morza. Zastosowanie pojedynczego kadłuba cylindrycznego ze zbiornikami balastowymi powyżej linii wodnej wymagało instalacji dodatkowego balastu pod kilem dla poprawienia stateczności. Powodowało to również konieczność instalacji dodatkowych pomp mechanicznych, a sam manewr zanurzenia trwał około 8 minut. Napęd U-1 składał się z dwóch silników benzynowych służących do napędzania okrętu na powierzchni i dwóch silników elektrycznych potrzebnych podczas pływania pod wodą. Dla poprawienia własności manewrowych w zanurzeniu, projekt przewidywał cztery pary sterów głębokości.
Okręty miały 30,5 m długości, 4,8 m szerokości i zanurzenie 3,9 m. Według projektu wyporność wynosiła 229,7 długich ton (233,4 ton metrycznych) na powierzchni i 248,9 długich ton (252,9 metrycznych) w zanurzeniu. Zostały wyposażone w trzy wyrzutnie torped kal. 450 mm – dwie na dziobie i jedną na rufie – i mogły przenosić łącznie pięć torped, ale zwykle miały tylko trzy. Były także uzbrojone w działo pokładowe kal. 37 mm. Projektowana załoga wynosiła 17 oficerów, podoficerów i marynarzy.
Stępki U-1 i U-2 położono w lipcu 1907 roku w stoczni marynarki (Marinearsenal) w Poli. Wodowanie U-1 odbyło się 10 lutego, U-2 3 kwietnia 1909 roku.

## Służba
Po zbudowaniu U-1 austro-węgierska marynarka przeprowadziła próby, które trwały przez większość roku 1910. Podczas prób ujawniły się problemy z silnikami benzynowymi. Spaliny i opary benzyny często dostawały się do wnętrza okrętów, a same silniki nie pozwalały na osiągnięcie zakontraktowanej prędkości. Z powodu tych problemów marynarka austro-węgierska uznała silniki za nieodpowiednie do użycia w okręcie bojowym i zapłaciła tylko za kadłuby i uzbrojenie obu okrętów, oraz wypożyczyła silniki benzynowe (za sumę 4544 dolarów rocznie), zamawiając zamienne silniki Diesla w austriackiej firmie Maschinenfabrik Leobersdorf.
Przy manewrze zanurzenia zbiorniki ulokowane powyżej linii wodnej były wypełniane przez pompy mechaniczne, co zajmowało ponad 14,5 minuty w czasie początkowych prób, ale później czas ten został zredukowany do 8 minut. Maksymalna głębokość zanurzenia została określona na około 40 metrów. Cztery pary sterów głębokości pozwalały uzyskać doskonałą manewrowość w zanurzeniu i gdy okręt był prawidłowo wytrymowany i zbalansowany, okręty mogły utrzymać się na zadanej głębokości z dokładnością do 20 cm. Inne testy udowodniły, że koła podwodne są nieprzydatne. Okręty podwodne typu U-1 przewyższały typ U-3 (Germaniawerft) i U-5 (Holland) podczas testów porównawczych pod względem parametrów zanurzania i sterowności.
Oba okręty zostały oficjalnie przyjęte do służby w marynarce austro-węgierskiej w 1911 roku: U-1 w kwietniu, a U-2 w czerwcu. Oba służyły jako okręty szkolne, każdy wykonywał do dziesięciu rejsów szkolnych na miesiąc. W momencie wybuchu I wojny światowej stały w suchym doku czekając na zainstalowanie nowych silników Diesla. By je pomieścić okręty zostały wydłużone o 28 cm. Modyfikacje i nowe silniki obniżyły wyporność na powierzchni do 223 ton, ale wyporność podwodna zwiększyła się do 277,5 ton. W 1915 roku U-2 otrzymał podczas modernizacji kiosk o nowym kształcie.
Od 1915 roku okręty wykonywały rejsy zwiadowcze z Triestu i Poli. W styczniu 1918 roku jednostki zostały uznane za przestarzałe, ale pozostały w służbie jako okręty szkolne w bazie okrętów podwodnych na wyspie Brioni. W momencie zakończenia wojny oba okręty znajdowały się w Poli. Po wojnie oba okręty zostały przyznane Włochom w ramach reparacji wojennych i zezłomowane. Żaden z dwóch okrętów nie zatopił jednostki pływającej wroga w czasie wojny.

## Jednostki wchodzące w skład typu

### SM U-1
Stępkę U-1 położono w stoczni w Poli w lipcu 1907 roku, zwodowano go w lutym 1909 roku, próby przechodził przez rok 1910. Wszedł do służby w kwietniu 1911 roku i służył jako okręt szkolny w 1914 roku. Jego peryskop został zniszczony, gdy okręt został staranowany przez krążownik SMS „Sankt Georg” w styczniu 1914 roku. Na początku wojny U-1 znajdował się w suchym doku czekając na nowe akumulatory i silniki Diesla. Gdy silniki zostały zmienione, U-1 służył jako jednostka szkolna do października 1915 roku. Od listopada tego samego roku pływał w rejsy zwiadowcze z Triestu i Poli do momentu uznania go za przestarzały na początku 1918 roku. Okręt pozostał w służbie jako jednostka szkolna w bazie okrętów podwodnych na wyspie Brioni, ale w momencie zakończenia wojny znajdował się w Poli. Został przydzielony Włochom w ramach reparacji wojennych w 1920 roku i zezłomowany w Poli. Nie zatopił żadnej jednostki wroga.

### SM U-2
Stępkę SM U-2 położono w stoczni w Poli w lipcu 1907 roku, zwodowano go w kwietniu 1909 roku, próby przechodził przez rok 1910. Wszedł do służby w czerwcu 1911 roku i służył jako okręt szkolny w 1914 roku. Na początku wojny U-2 znajdował się w suchym doku czekając na nowe silniki Diesla. Wraz z nowymi silnikami i przebudowanym kioskiem zainstalowanym w czerwcu 1915 roku pływał w rejsy zwiadowcze z Triestu. Został uznany za przestarzały na początku 1918 roku. Pozostał w służbie jako jednostka szkolna w bazie okrętów podwodnych na wyspie Brioni. Znajdował się w Poli w momencie zakończenia wojny. Został przydzielony Włochom w ramach reparacji wojennych w 1920 roku i zezłomowany w Poli. Nie zatopił żadnej jednostki wroga.